# Leadenhall Market

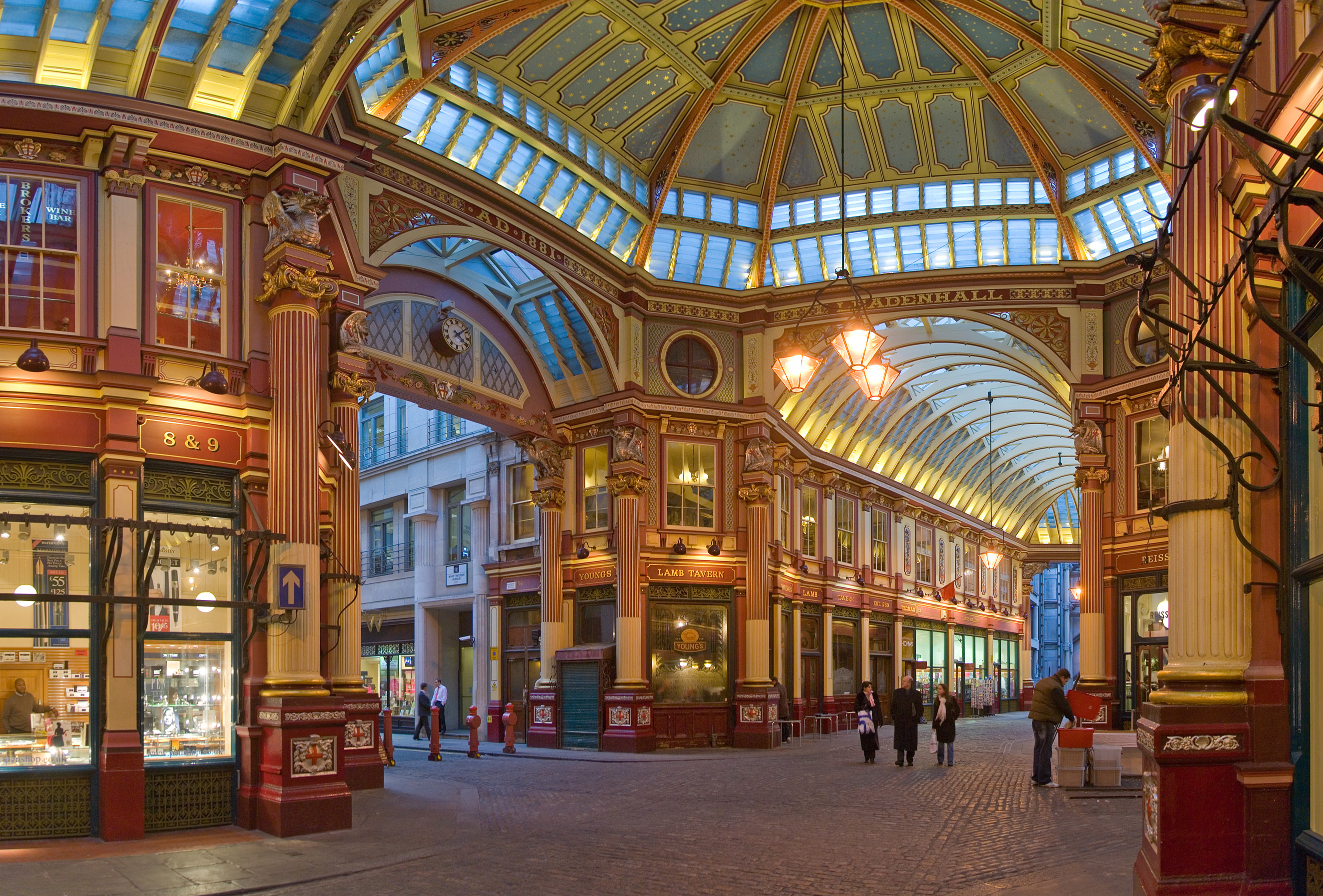
Interior del mercado

Leadenhall Market es un mercado techado en Londres ubicado en Gracechurch Street. Es uno de los mercados más viejos de Londres. Data del siglo XIV y está ubicado en el centro histórico de la City de Londres.

## Historia
El mercado data del siglo XIV. Originalmente el mercado se dedicaba a la venta de carne y aves de corral y al juego. El terreno originalmente propiedad de Sir Hugh Neville fue obsequiado a la ciudad por el alcalde Richard 'Dick' Whittington en 1411.
Los adornos del techo pintados de verde, La estructura de ornato del techo, pintado en verde, rojo y crema, así como los adoquines del suelo fueron diseñados en 1881 por Sir Horace Jones, quien también fue el arquitecto de los mercados de Billingsgate y Smithfield, hizo del mercado una atracción turística.
La entrada principal del mercado se encuentra en Gracechurch Street. La entrada está flanqueada por una alta por un tejado alto y estrecho de ladrillo rojo y bloques de piedra de Portland en un estilo neerlandés del siglo XVII. Los edificios contiguos hacia el sur son pequeñas tiendas interrumpidas por angostas entradas a caminos peatonales que conducen al interior del mercado.
De 1990 a 1991 el mercado recibió una dramática redecoración que transformó su apariencia acentuando su estilo arquitectónico y detalle. El esquema de redecoración recibió una mención especial en los premios Civic Trust Awards de 1994. Este edificio tiene grado II* dentro del listado del patrimonio inglés desde el 5 de junio de 1972.

## En la cultura popular
Fue usado para representar el área de Londres cercana al El Caldero Chorreante y el Callejón Diagon en la película Harry Potter y la piedra filosofal. Aparece en las películas The Imaginarium of Doctor Parnassus, y Más allá de la vida. También aparece en la película Brannigan de 1975 con John Wayne y Richard Attenborough.
Leadenhall Market también formó parte del recorrido del maratón en los Juegos Olímpicos de Londres 2012.

## Galería de imágenes

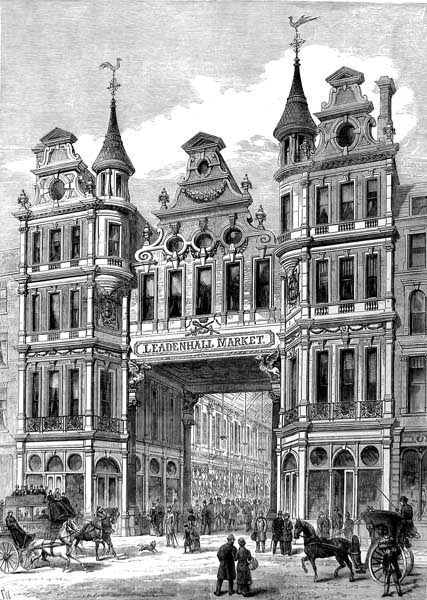
Entrada principal. Dibujo de Illustrated London News, 1881.
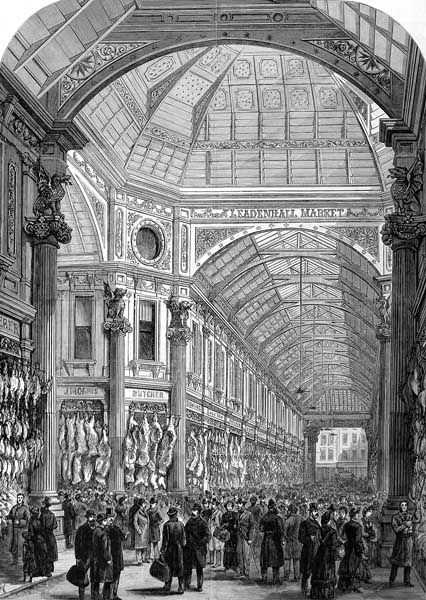
Interior del mercado. Dibujo de Illustrated London News, 1881.
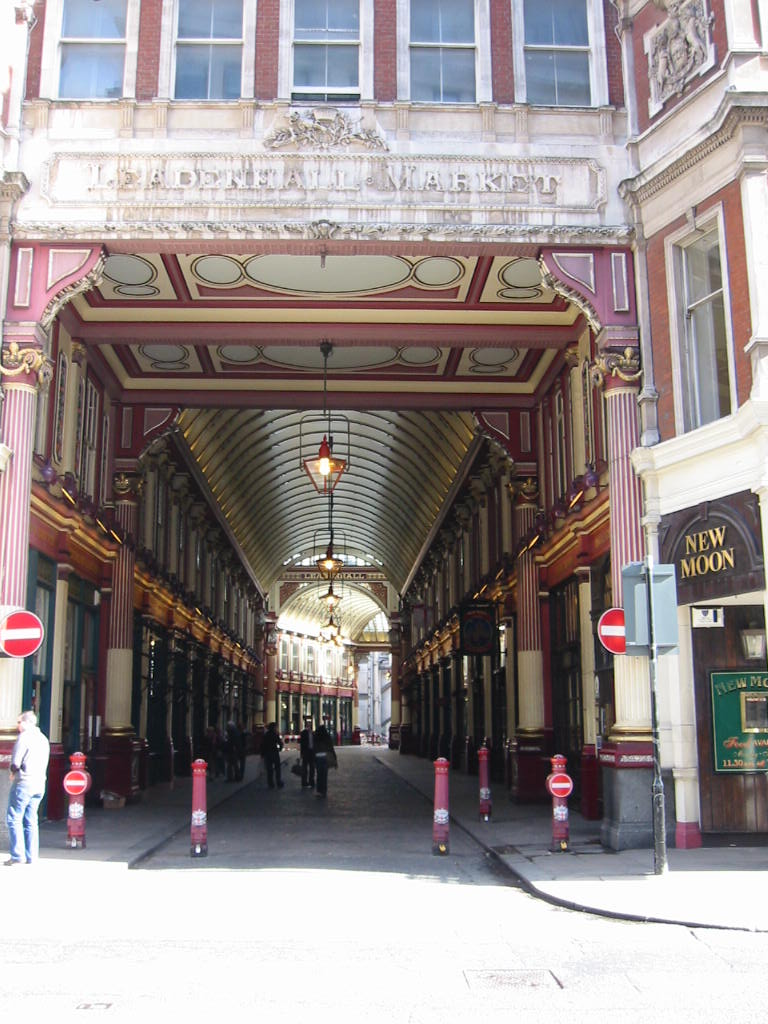
Entrada oeste, desde Gracechurch Street.
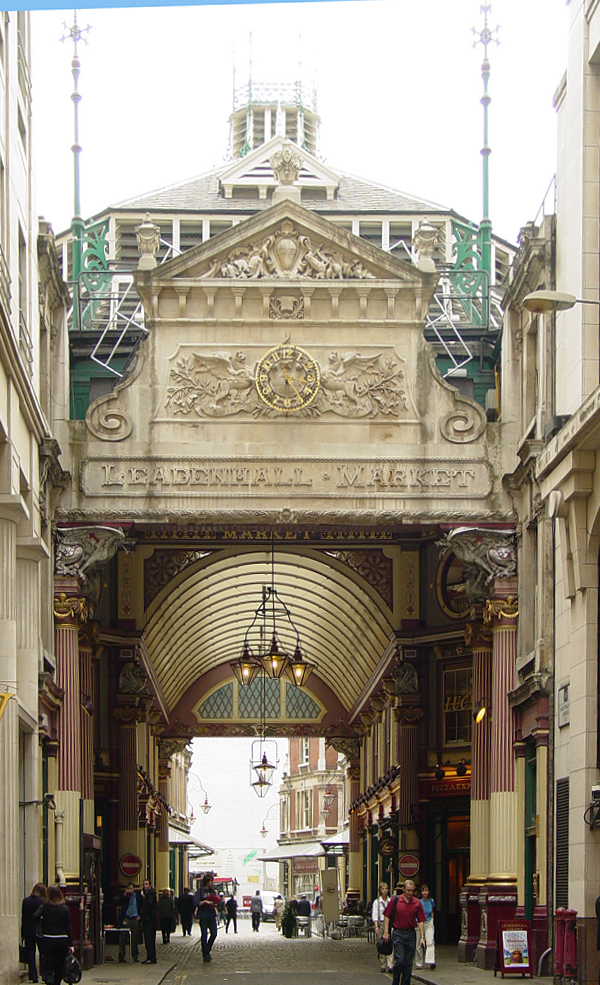
Entrada norte, desde Whittington Avenue.
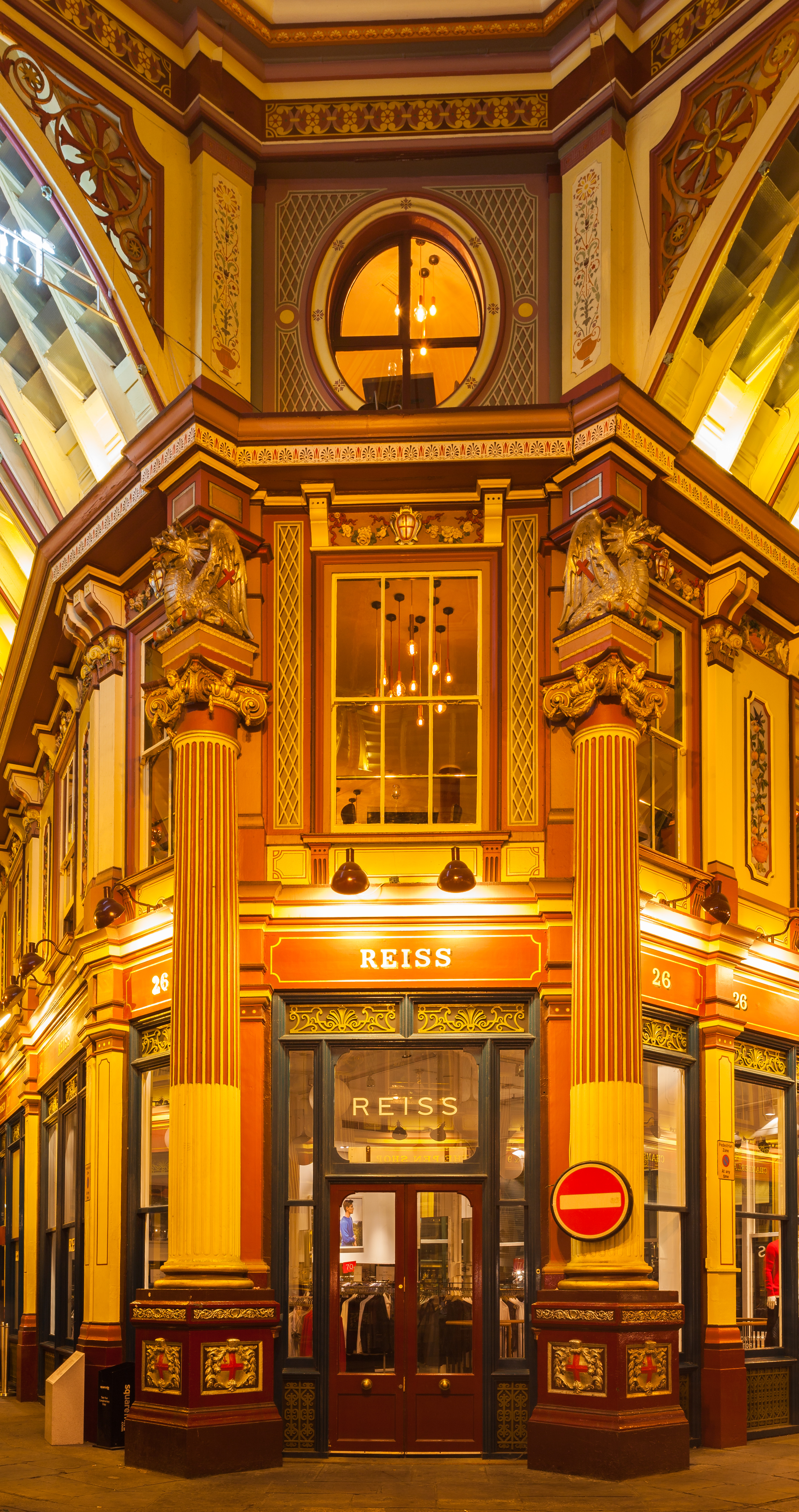
Comercio.
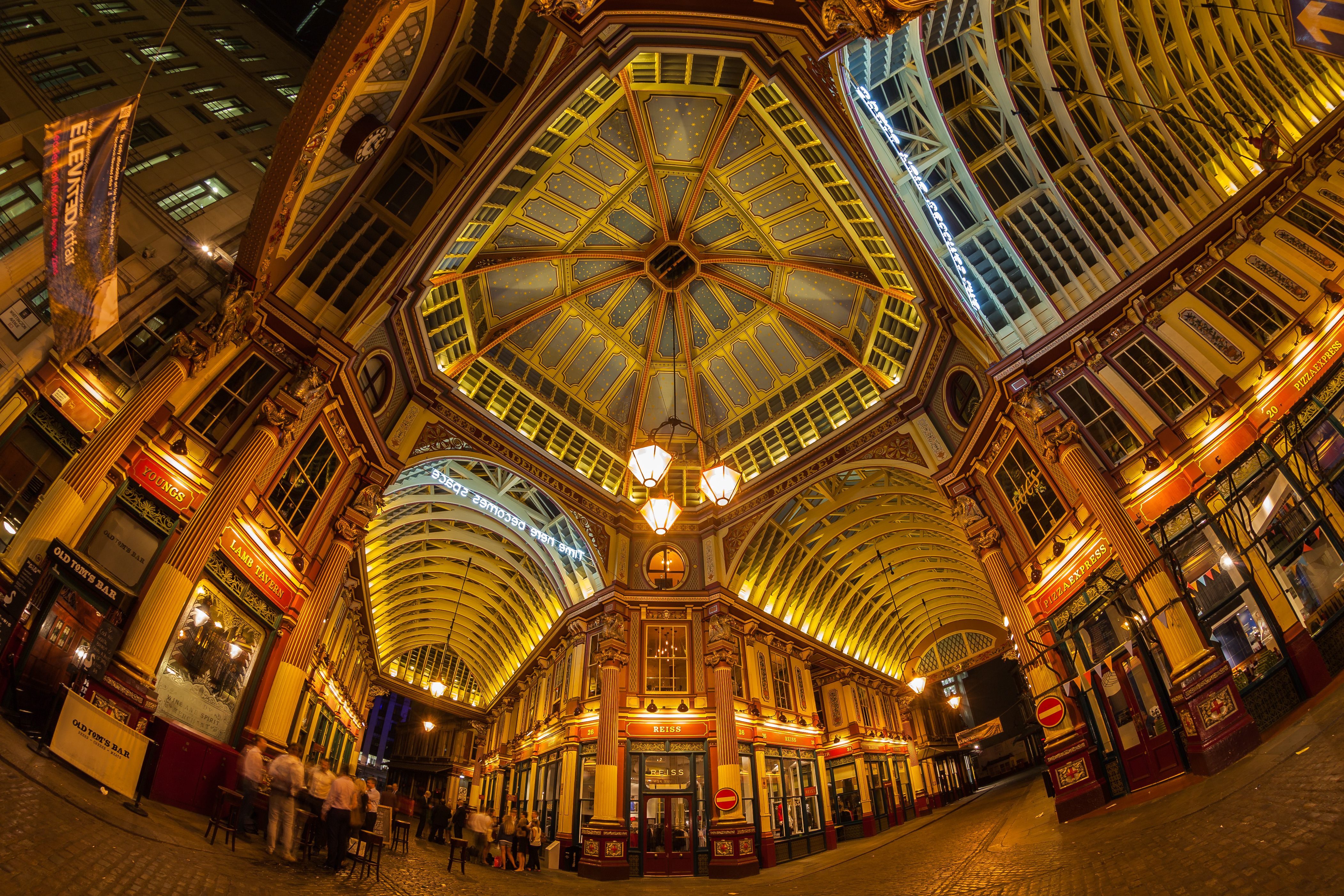
Vista global.
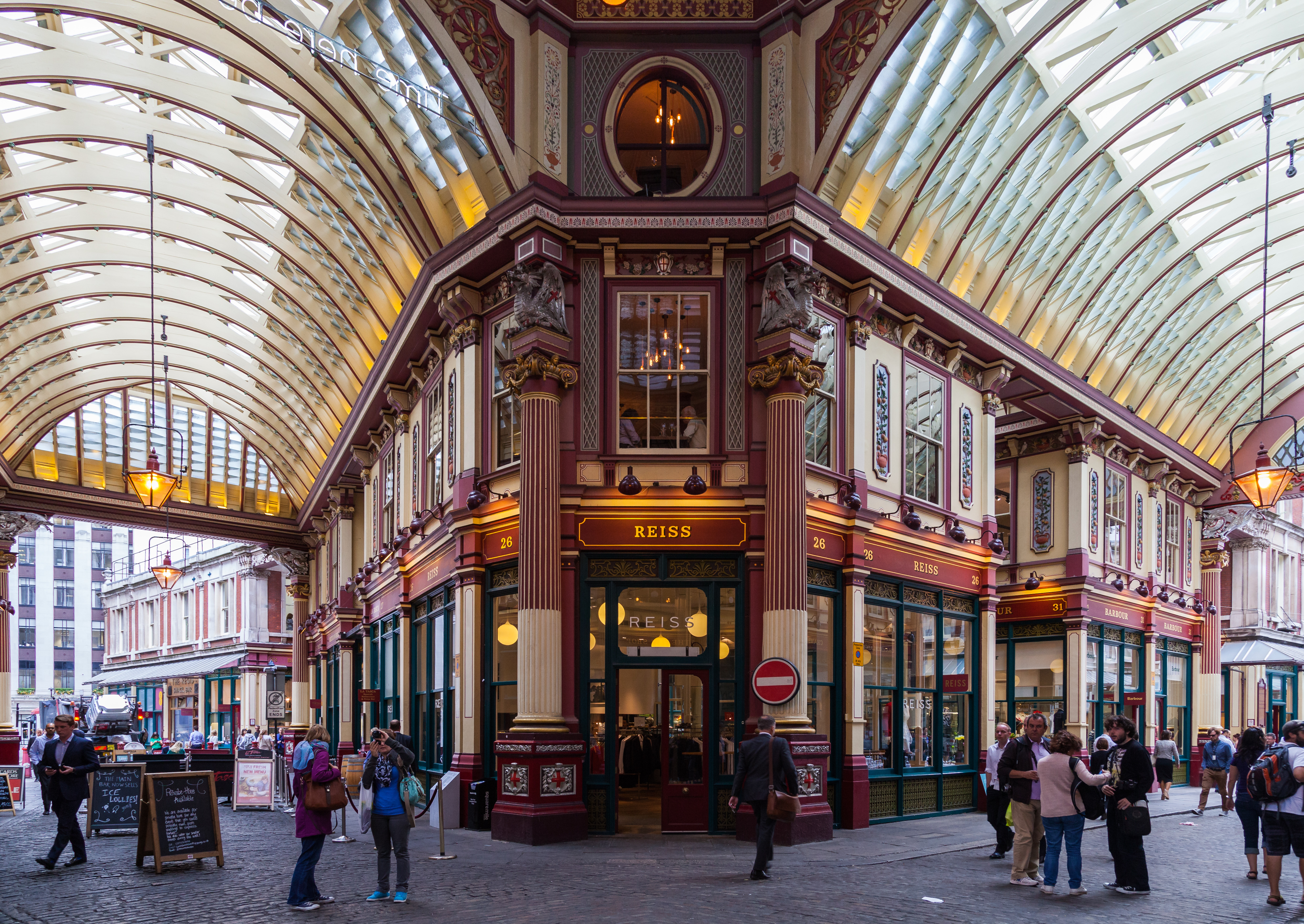
Vista diurna.